# Lars Magnus Ericsson
Lars Magnus Ericsson (Värmskog, 5 maggio 1846 – Hågelby gård, 17 dicembre 1926) è stato un inventore e imprenditore svedese, fondatore della fabbrica di apparecchi telefonici Ericsson (incorporata di Telefonaktiebolaget LM Ericsson).

## Biografia
Lars Magnus Ericsson era figlio di Erik Ericsson (1804-1858) di Vegerbol in Värmskog e di Maria Jonsdotter (1810-1890) di Mosterud nella parrocchia di Stavnäs. Nacque a Värmskog, tra Grums e Arvika, e crebbe nel piccolo villaggio di Vegerbol. La sua casa natale è ora un museo.  Quando Ericsson aveva dodici anni, suo padre morì e lui dovette iniziare a lavorare.
Ericsson lavorò come marinaio e minatore, sia in Svezia che in Norvegia. Nel 1867 la famiglia si trasferì a Stoccolma e lui trovò lavoro presso la Öller & Co, che produceva principalmente apparecchiature telegrafiche. Dopo sei anni (1873), grazie alle sue capacità, ricevette una borsa di studio per continuare la sua formazione all'estero. Andò in Svizzera e in Germania; lavorò presso Siemens e Halske.
Quando Ericsson tornò in Svezia nel 1876, fondò insieme a un amico della Öller & Co, Carl Johan Andersson, una piccola officina meccanica. Fin dall'inizio, sono stati ospitati in un'ex cucina di circa 13 m² a Drottninggatan 15 nel centro di Stoccolma. Lì fabbricarono strumenti matematici e fisici, ma presto iniziarono a produrre la loro versione del telefono. Nel 1883 fu avviata una collaborazione con Henrik Tore Cedergren, fondatore della compagnia telefonica pubblica di Stoccolma, e l'azienda di Ericsson iniziò a crescere notevolmente.
Nel 1896 trasformò la sua azienda in una società a responsabilità limitata.